# Federica Mogherini
Federica Mogherini (sinh ngày 16 tháng 6 năm 1973 tại Rome) là một chính trị gia của Đảng Dân chủ (Partito Democratico) và nhà khoa học chính trị người Ý. Kể từ ngày 22 tháng 2 năm 2014, bà là Bộ trưởng Ngoại giao Ý. Từ ngày 30 tháng 8 năm 2014 bà được bổ nhiệm là Đại diện cấp cao về Ngoại giao và Chính sách An ninh của EU (tương đương Bộ trưởng) và Phó Chủ tịch Ủy ban châu Âu, thay thế Catherine Ashton và sẽ nhậm chức từ ngày 1 tháng 11 năm 2014.

## Tiểu sử
Federica Mogherini sinh ngày 16 tháng 6 năm 1973 tại Roma, Ý. Bà là con gái của đạo diễn Flavio Mogherini (1922-1994). Bà học tại Đại học Sapienza của Roma, nơi bà nghiên cứu khoa học chính trị và bảo vệ luận án tốt nghiệp về triết học chính trị về mối quan hệ giữa tôn giáo và chính trị trong Hồi giáo, mà bà đã viết trong chương trình Erasmus của bà ở Aix-en-Provence, Pháp.
Sự nghiệp chính trị của bà bắt đầu từ năm 1996 khi tham gia tổ chức thanh niên của đảng Dân chủ Ý (Democratici di Sinistra). 1999-2001 bà là Phó Chủ tịch của Tổ chức Thanh niên xã hội chủ nghĩa Cộng đồng châu Âu (ECOSY, European Community Organisation of Socialist Youth'). Từ năm 2001, bà là một thành viên của đảng Dân chủ Ý thuộc cánh tả. Vào tháng 2 năm 2009, bà được bầu chọn vào Ban chấp hành Đảng Dân chủ.
Năm 2008, Mogherini được bầu chọn vào Quốc hội Ý, nơi bà làm việc cho ủy ban ngoại giao và an ninh từ khi tái đắc cử vào năm 2013. Ngày 01 Tháng 8 năm 2013, bà là Chủ tịch đoàn đại biểu của Ý tham dự Nghị viện của Khối NATO. Ngày 22 tháng 2 năm 2014 Mogherini được bổ nhiệm làm Bộ trưởng Ngoại giao Ý.
Bà đã kết hôn và có hai con gái, Caterina và Marta.